# アルテミデ・ザッティ
アルテミデ・ザッティ（Artemide Zatti 1880年10月12日 - 1951年3月15日）はアルゼンチンのカトリック教会・サレジオ会修道士、聖人、看護師。

## 生涯
ザッティはイタリア・エミリア＝ロマーニャ州レッジョ・エミリア県の貧しい家庭に生まれ、幼少から家計を助けるため若年労働者となった。16歳の頃、家族と共にアルゼンチン・バイア・ブランカに移住、彼は職を転々とし、サレジオ会と出会い召命を抱くようになる。
1900年、サレジオ会に入会、年少の志願者と共に学ぶ。ある日、結核を患った司祭の看護をしている時、結核に罹ったが扶助者聖母の取り次ぎを願い回復、1908年1月11日、修道士として初誓願を立て、1911年2月8日、終生誓願を立てた。ザッティは看護師、薬剤師の免許を取得、かつて自分が入院したサレジオ会系病院に勤務し患者の世話をし、病院責任者となった。病院に留まらず、自転車で院外に出て患者を無料診察し、周囲から「自転車の聖者」と呼ばれるようになる。
1950年、病院の水槽修理の際、誤って転倒し検査したところ、癌を発症していることがわかり、闘病生活を送ることになる。1951年3月15日、人々に見守られながら帰天（死去）。享年70。ザッティの葬儀にビエドマ、パタゴネスの住民が集まり盛大になった。
2002年4月14日、教皇ヨハネ・パウロ2世によって列福、2022年10月9日、教皇フランシスコによりスカラブリーニ宣教会創立者・ジョヴァンニ・バッティスタ・スカラブリーニと共に列聖された。